# Mandżil
Mandżil (pers. ‏منجيل‎) – miasto w północnym Iranie, w ostanie Gilan. W 2006 roku miasto liczyło 16 028 mieszkańców w 4447 rodzinach. Leży u podnóża gór Elburs, wśród gajów oliwnych, nad rzeką Safid Rud. Znajduje się w nim zapora wodna. Zamieszkuje je tureckie plemię Ammarlu, ponadto Tatowie i Kurdowie.